# Woodsiàcies
Les woodsiàcies (Woodsiaceae) són una  família de falgueres de l'ordre Polypodiales. Consta d'uns 15 gèneres segons la definició de Smith et al. 2006, amb unes 700 espècies, un 85% de les quals pertanyen als dos gèneres principals, Athyrium i Diplazium, encara que probablement els dos són parafilètics.
- Athyrium (probablement parafilétic, Wang et al. 2003)
- Diplazium (incl. Callipteris, Monomelangium. Probablement parafilètic, Wang et al. 2003)
- Acystopteris
- Anisocampium
- Athyrium
- Cornopteris
- Cystopteris
- Deparia
- Diplaziopsis
- Diplazium
- Gymnocarpium
- Hypodematium
- Pentarhizidium
- Rhachidosorus
- Woodsia

Tradicionalment, en el sistema Cronquist de classificació (basat principalment en criteris morfològics), les woodsiàcies estaven incloses dins de la família de les polipodiàcies. Avui en dia hi ha diverses opinions sobre com hauria de ser la subdivisió de l'antiga família de les polipodiàcies, d'acord amb la recerca molecular i genètica que en fa el Pteridophyte Phylogeny Group (PPG).
L'any 2016 es va arribar a un consens que arribava al nivell dels ordres, però encara hi ha diferents opinions pel que fa a les famílies.
Així, per exemple, la base de dades de POWO no contempla aquesta família i la inclou dins de les Aspleniàcies on, a part dels gèneres anteriorment citats,  també hi ha alguns altres gèneres europeus com Asplenium, Blechnum, Onoclea (que hom situa a la seva pròpia família onocleàcies), Phegopteris o Thelypteris entre altres.
En canvi el PPG proposa la següent estructura dins del subordre Aspleniineae (amb 11 famílies, 72 gèneres) i una família woodsiàcies amb un únic gènere (Woodsia):
- família Cystopteridaceae Shmakov (3 gèneres)
- família Rhachidosoraceae X.C.Zhang (1 gènere)
- família Diplaziopsidaceae X.C.Zhang & Christenh. (2 gèneres)
- família Desmophlebiaceae Mynssen (1 gènere)
- família Hemidictyaceae Christenh. & H.Schneid. (1 gènere)
- família Aspleniaceae Newman (2 gèneres)
- família Woodsiaceae Herter (1 gènere)
- família Onocleaceae Pic.Serm. (4 gèneres)
- família Blechnaceae Newman (24 gèneres)
  - Subfamília Stenochlaenoideae (Ching) J.P.Roux (3 gèneres)
  - Subfamília Woodwardioideae Gasper (3 gèneres)
  - Subfamília Blechnoideae Gasper, V.A.O.Dittrich & Salino (18 gèneres)
- família Athyriaceae Alston (3 gèneres)
- família Thelypteridaceae Ching ex Pic.Serm. (30 gèneres)
  - Subfamília Phegopteridoideae Salino, A.R.Sm. & T.E.Almeid (3 gèneres)
  - Subfamília Thelypteridoideae C.F.Reed (27 gèneres)

Finalment, als anys 20, a resultes de recents estudis filogenètics que han demostrat que dins de Woodsia hi ha dues línies evolutives força diferents, alguns autors han volgut separar-los en tres gèneres diferents:
- Physematium Kaulf.
- Woodsia R.Br.
- ×Woodsimatium Li Bing Zhang, N.T.Lu & X.F.Gao = Woodsia × Physematium